# La Bufadora
La Bufadora es un bufadero (bufón) y atractivo turístico localizado en la península de Baja California. Se localiza en la delegación de Maneadero, Ensenada, Baja California, México. 

## Fenómeno natural
La Bufadora es a menudo considerada un géiser marítimo, sin embargo, no se trata de ninguna fuente termal como son los géiseres. Este fenómeno geológico costero es más precisamente una chimenea natural abierta en el acantilado, comunicada con cuevas marinas. Dependiendo de la marea y el oleaje, el agua de mar choca con fuerza contra el acantilado y sube a través de estas chimeneas, saliendo despedida hacia arriba por el hueco en forma de espuma pulverizada a modo de géiser y produciendo un sonido característico.
Este bufadero puede llegar a los 30 metros sobre el nivel del mar y es el primero en más altura después del Nakalele Point en Hawái.[cita requerida] El intervalo entre erupciones es más o menos constante, y concuerda con el periodo del oleaje dominante, lo que confirma que la actividad de la Bufadora es determinada por las olas marinas en la superficie. Entre 2005 y 2011 la recurrencia entre erupciones fue de 13-17 segundos.

## Leyenda
Cada año, cientos de ballenas grises emigran de las frías aguas del norte hacia las tibias aguas del sur. Cuenta la leyenda que hace mucho tiempo en una de esas migraciones, una ballena bebé se separó del grupo para curiosear en las costas. En su andar quedó atorada entre las rocas, en busca de ayuda decidió lanzar un chorro de agua y después otro más grande y así sucesivamente. Con el tiempo esta ballena se convirtió en piedra hasta fusionarse con las rocas del lugar.

## Atractivo turístico
Este lugar es un punto importante de atracción turística, ya que es visitado por turistas nacionales y extranjeros, en este lugar se logra la convivencia e integración de los visitantes con la degustación de platillos y bebidas mexicanas, como churros con azúcar, platillos del mar preparados en sus diferentes formas, así como postres hechos a base de fruta adicionada con chile en polvo y chamoy.
En 2017 se contabilizaron alrededor de 150 locales comerciales en la Bufadora.
El mejor tiempo para presenciar los chorros más altos es un día de invierno con marea alta. Lo menos favorable es durante marea baja en verano.